# Spannrahmen (Gemälde)

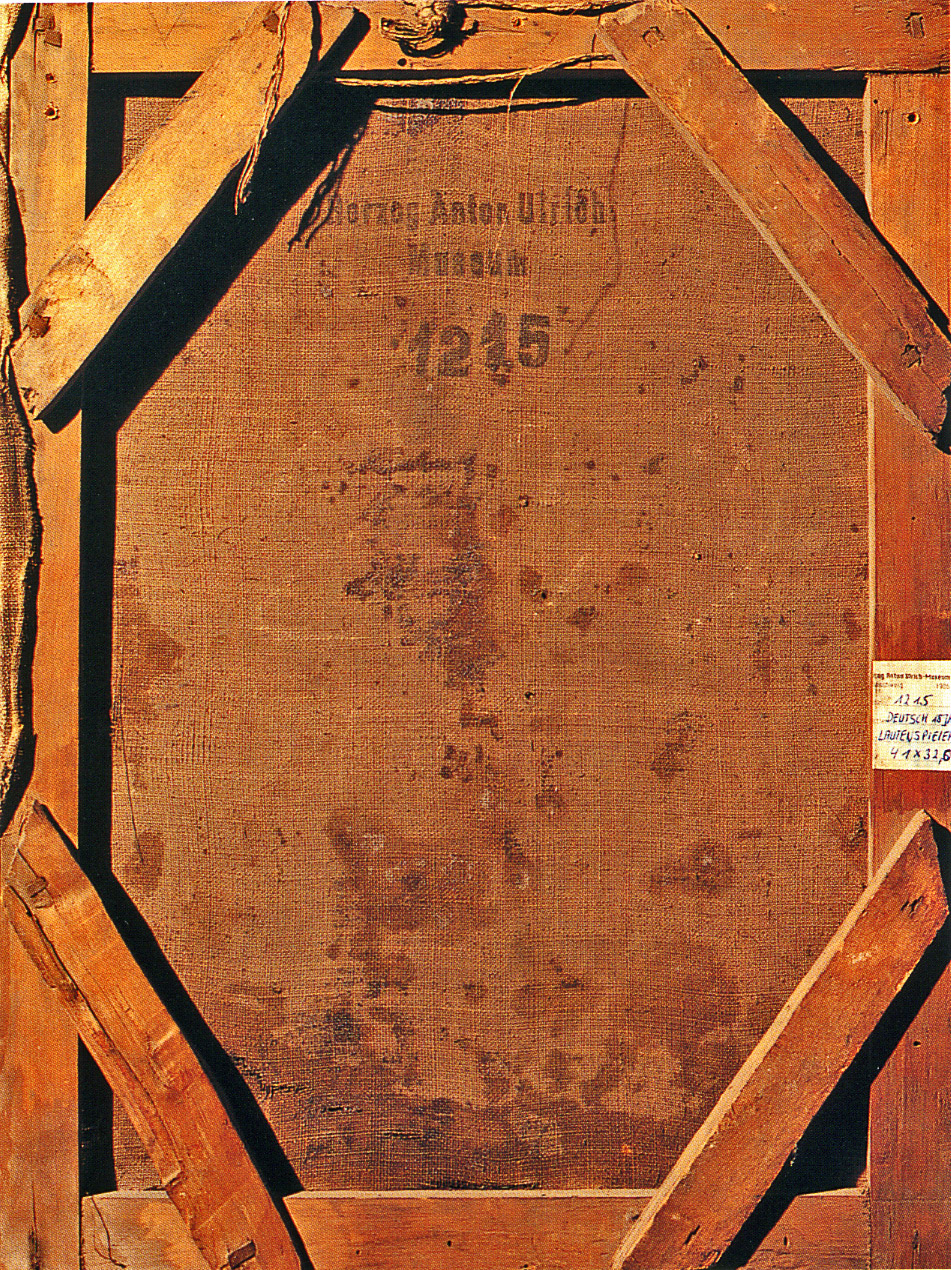
Bis zur „Erfindung“ des Keilrahmens in der Mitte des 18. Jahrhunderts wurden von den Künstlern nur Spannrahmen zum Aufspannen ihrer Leinwände verwendet.

Spannrahmen, in der älteren maltechnischen Literatur auch Blend- oder Blindrahmen genannt, bestehen in der Regel aus vier Leisten, die in geschlitzter oder überplatteter Form fest miteinander verbunden sind. Die Eckverbindungen wurden durch Holznägel (Dübel) oder Nägel gesichert und gelegentlich durch Diagonalstreben in den Ecken verstärkt.

## Entwicklung

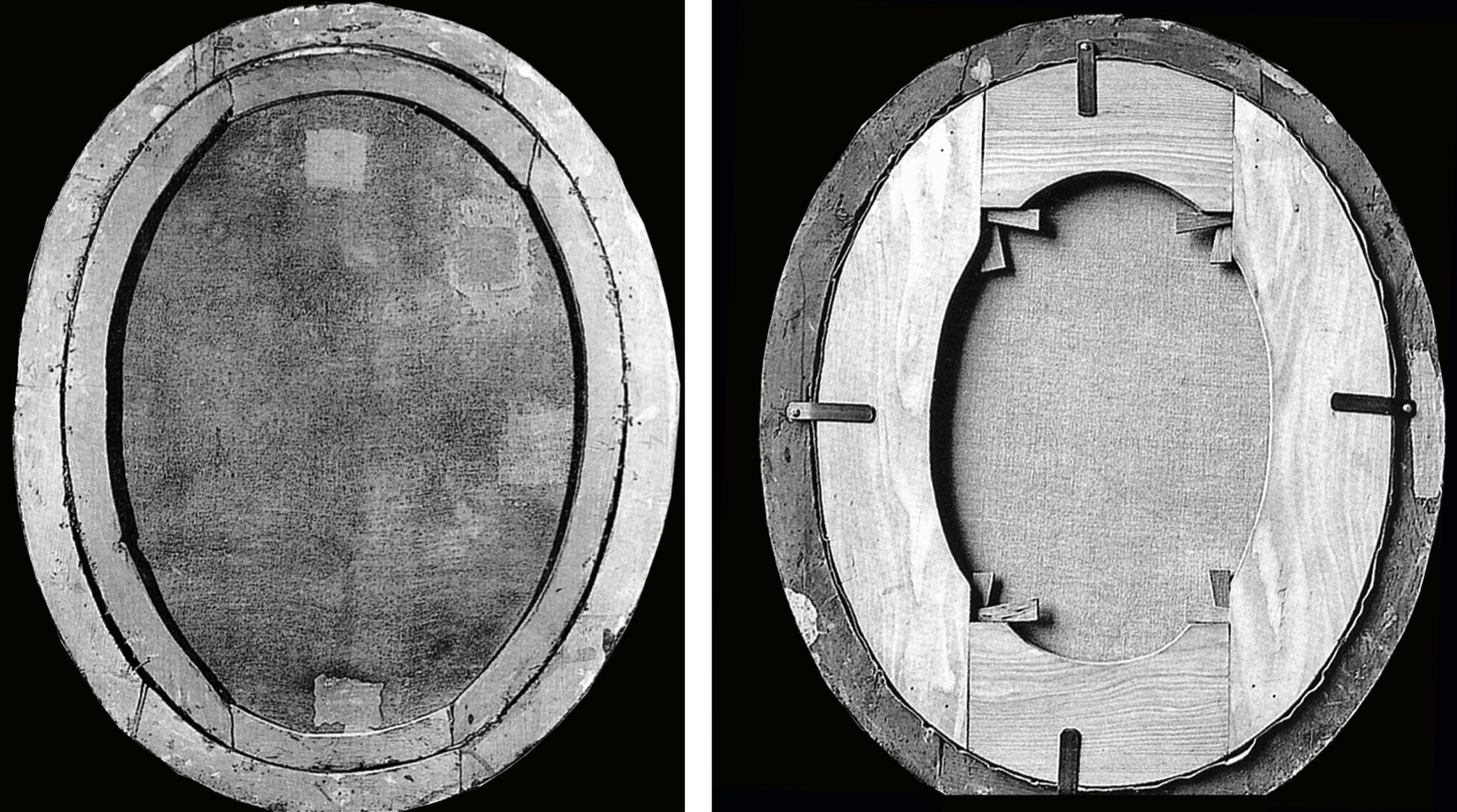
Der originale ovale Spannrahmen (links) war so instabil, dass er durch einen Keilrahmen (rechts) ersetzt wurde.

Bis zur Mitte des 18. Jahrhunderts wurden die zu bemalenden oder zu grundierenden Leinwände (Leinwandgemälde) nur auf Spannrahmen aufgezogen. Danach erfolgte langsam der Übergang zum Keilrahmen. Heute verwenden die Künstler in der Regel nur noch Keilrahmen. Im Handel befindliche Leinwandgemälde sind meist auf Keilrahmen, ganz selten auf Spannrahmen aufgezogen.